# 寒の土用の丑の日
寒の土用の丑の日（かんのどようのうしのひ）は、冬の土用（寒土用、冬土用）の間の丑の日。

## 日付
| 年     | 一の丑  | 二の丑  |
| ------ | ------- | ------- |
| 1998年 | 1月18日 | 1月30日 |
| 1999年 | 1月25日 | なし    |
| 2000年 | 1月20日 | 2月1日  |
| 2001年 | 1月26日 | なし    |
| 2002年 | 1月21日 | 2月2日  |
| 2003年 | 1月28日 | なし    |
| 2004年 | 1月23日 | なし    |
| 2005年 | 1月17日 | 1月29日 |
| 2006年 | 1月24日 | なし    |
| 2007年 | 1月31日 | なし    |
| 2008年 | 1月26日 | なし    |
| 2009年 | 1月20日 | 2月1日  |
| 2010年 | 1月27日 | なし    |
| 2011年 | 1月22日 | 2月3日  |
| 2012年 | 1月29日 | なし    |
| 2013年 | 1月23日 | なし    |
| 2014年 | 1月18日 | 1月30日 |

## 概要
暦の上では、土用は春夏秋冬の変わり目で年4回あり、このうち夏の土用の丑の日には鰻を食べる習慣が定着している。

### 歴史
近年、諏訪湖のほとりにあり、鰻の漁獲量・消費量が多い長野県岡谷市を発祥として、夏の土用の丑の日と同様に冬の土用の丑の日にも鰻を食べる習慣を広めようとする活動が行われている。
1998年には、「うなぎのまち岡谷の会」が「寒の土用の丑の日」を日本記念日協会に記念日として登録。2001年には、岡谷商工会議所により「寒の土用の丑の日」が日本国内で「うなぎを原料とする商品」等の区分で商標登録されている（登録商標第4525842号）。
岡谷市では、冬の土用の期間中に川魚店の店先にのぼりを出し、様々なイベントを開催するとともに、市外の川魚店にも参加を呼びかけている。また、市内の学校では、寒の土用の丑の日に合わせて、うなぎ給食が実施されている。なお、岡谷市では例年2月11日に「岡谷寒うなぎまつり」が開催されているが、この開催日は冬の土用が終わった後である。
2012年には、静岡県三島市でも「寒の土用うなぎまつり」が開催されている。

### 備考
なお、土用の丑の日になることがある日は、冬の土用になることがある1月17日〜2月3日（立春前日：節分）の約18日間である。